# N-Formilmetionin
N-Formilmetionin (fMet) je proteinogena aminokiselina nađena u bakterijama i srodnim prokariotskim organelama. Ovo jedinjenje je derivat aminokiseline metionina u kome je formilna grupa bila dodata na amino grupu. On se specifično koristi za iniciranje proteinske sinteze, in naknadno može biti uklonjen.
fMet igra presudnu ulogu u proteinskoj sintezi u bakterijama, mitohondrijama i hloroplastima. On se ne koristi u citosolnoj sintezi proteina kod eukariota, gde se eukariotski jedreni geni transliraju. On se takođe ne koristi kod arheja. U ljudskom telu, imunski sistem prepoznaje fMet kao strani materijal, i stimuliše telo da se bori protiv potencijalne infekcije.

## Funkcija u proteinskoj sintezi
je početna kiselina u sintezi proteina kod bakterija i eukariotskih organela, i, konsekventno, on je lociran na N-terminusu rastućeg polipeptida. fMet se isporučuje u ribozom (30S) - iRNK kompleks specijalizovanom tRNK (tRNK.fMet) koja ima 3'-UAC-5' antikodon koji može da veže 5'-AUG-3' početni kodon lociran na iRNK.
fMet je kodiran istim kodonom kao i metionin, AUG. AUG je isto tako inicioni kodon translacije. Kad se kodon koristi za inicijaciju, fMet se upotrebljava umesto metionina, i tako se formira prva aminokiselinu nascentnog peptidnog lanca. Kad se isti kodon pojavi kasnije u iRNK, normalni metionin se koristi. Mnogi organizmi koriste varijante ovog osnovnog mehanizma.
Dodavanje formil grupe metioninu je katalizovano enzimom metionil-tRNK formiltransferaza. Ova modifikacija se vrši nakon što se metionin formirao tRNA.fMet agregat dejstvom aminoacil-tRNK sintetaze.
Metionin može biti veza u tRNK.fMet ili tRNK.Met. Transformilaza će katalizovati adiciju formil grupe na metionin samo ako je metionin u obliku tRNK.fMet, a ne u tRNK.Met.
Ovaj metionin se uklanja iz većine proteina (bolo prirodnih ili rekombinantnih) enzimom metionin aminopeptidaza (MAP).

## Značaj za imunologiju
Pošto što je fMet prisutan u proteinima koje proizvode prokariote, a ne u onima formiranim od strane eukariota, imunski sistem može da ga koristi u pravljenju razlike imeđu sebe i ne-sebe. Granulociti mogu da vežu proteine koji počinju sa N-formilmetioninom, i da ih koriste za iniciranje fagocitoze.

## Literatura
1. ↑   уреди
2. ↑  Evan E. Bolton; Yanli Wang; Paul A. Thiessen; Stephen H. Bryant (2008). „Chapter 12 PubChem: Integrated Platform of Small Molecules and Biological Activities”. Annual Reports in Computational Chemistry. 4: 217—241. doi:10.1016/S1574-1400(08)00012-1.
3. ↑  Economou AE, Nakamoto T (1967). „Further studies on the initiation of protein synthesis with N-formylmethionine in E. coli extracts”. Proceedings of the National Academy of Sciences of the United States of America. 58 (3): 1033—9. PMC 335743 . PMID 4861303.
4. ↑  Ploss A, Tran A, Menet E, Leiner I, Pamer EG (2005). „Cross-recognition of N-formylmethionine peptides is a general characteristic of H2-M3-restricted CD8+ T cells”. Infection and Immunity. 73 (7): 4423—6. PMC 1168546 . PMID 15972542. doi:10.1128/IAI.73.7.4423-4426.2005.
5. ↑  Sherman F, Stewart JW, Tsunasawa S (1985). „Methionine or not methionine at the beginning of a protein”. BioEssays: News and Reviews in Molecular, Cellular and Developmental Biology. 3 (1): 27—31. PMID 3024631. doi:10.1002/bies.950030108.
6. ↑  „The Innate Immune System: Pattern-Recognition Receptors, Antigen-Nonspecific Antimicrobial Body Molecules, and Cytokines”. Архивирано из оригинала 27. 07. 2010. г.
7. ↑  Detmers PA, Wright SD, Olsen E, Kimball B, Cohn ZA (1987). „Aggregation of complement receptors on human neutrophils in the absence of ligand”. The Journal of Cell Biology. 105 (3): 1137—45. PMC 2114803 . PMID 2958480.

## Spoljašnje veze
- N-Formylmethionine на 